# Diplobodes sexpilosus
Diplobodes sexpilosus är en kvalsterart som först beskrevs av Balogh och Sandór Mahunka 1969.  Diplobodes sexpilosus ingår i släktet Diplobodes och familjen Carabodidae. Inga underarter finns listade i Catalogue of Life.